# Бета-гемоглобін
Бета-гемоглобін (англ. Hemoglobin subunit beta) – білок, який кодується геном HBB, розташованим у людей на короткому плечі 11-ї хромосоми.  Довжина поліпептидного ланцюга білка становить 147 амінокислот, а молекулярна маса — 15 998.
| 10         |  | 20         |  | 30         |  | 40         |  | 50         |
| ---------- |  | ---------- |  | ---------- |  | ---------- |  | ---------- |
| MVHLTPEEKS |  | AVTALWGKVN |  | VDEVGGEALG |  | RLLVVYPWTQ |  | RFFESFGDLS |
| TPDAVMGNPK |  | VKAHGKKVLG |  | AFSDGLAHLD |  | NLKGTFATLS |  | ELHCDKLHVD |
| PENFRLLGNV |  | LVCVLAHHFG |  | KEFTPPVQAA |  | YQKVVAGVAN |  | ALAHKYH    |

A: Аланін

C: Цистеїн

D: Аспарагінова кислота

E: Глутамінова кислота

F: Фенілаланін

G: Гліцин

H: Гістидин

K: Лізин

L: Лейцин

M: Метіонін

N: Аспарагін

P: Пролін

Q: Глутамін

R: Аргінін

S: Серин

T: Треонін

V: Валін

W: Триптофан

Цей білок за функціями належить до гіпотензивних агентів, вазоактивних білків. 
Задіяний у таких біологічних процесах як транспорт, транспорт кисню. 
Білок має сайт для зв'язування з іонами металів, іоном заліза, гемом, молекулою піровиноградної кислоти. 